# Argonaut (Schiff, 1942)
HMS Argonaut (Kennung: 61) war ein Flugabwehrkreuzer der britischen Marine aus der Zeit des Zweiten Weltkrieges. Das Schiff gehörte der Dido-Klasse an und wurde als elftes und letztes Schiff dieser Klasse in Auftrag gegeben. Der Name des Kreuzers bezieht sich auf die Argonautensage aus der griechischen Mythologie, wobei die Argonaut das dritte Schiff in der Geschichte der britischen Marine war, das diesen Namen erhielt. Der Kreuzer wurde am 21. November 1939 auf der Werft von Cammell, Laird & Company im englischen Birkenhead auf Kiel gelegt. Der Stapellauf der Argonaut erfolgte leicht verzögert am 6. September 1941, da es wegen der angespannten militärischen und wirtschaftlichen Lage nach der Schlacht von Dünkirchen im Juni 1940 zunächst einen Baustopp gegeben hatte. Die Indienststellung erfolgte schließlich am 8. August 1942. Erster Kommandant des Kreuzers war Captain Eric W. L. Longley-Cook.

## Technische Aspekte und Modifikationen
Die Argonaut war maximal 156,06 Meter lang und 15,40 Meter breit. Bei maximaler Verdrängung lag der Tiefgang bei 5,46 Meter (dieser Wert wird auch im nebenstehenden Informationsblock genutzt; der durchschnittliche Tiefgang lag bei etwa 4,27 Metern). Die Maschinenanlage bestand aus vier ölbefeuerten Admiralty-Kesseln und vier Parsons-Turbinen, die vier Wellen ansteuerten. Mit einer Maschinenleistung von 62.000 WPS erzielte der Kreuzer eine Höchstgeschwindigkeit von 32,25 kn (knapp 60 km/h). 

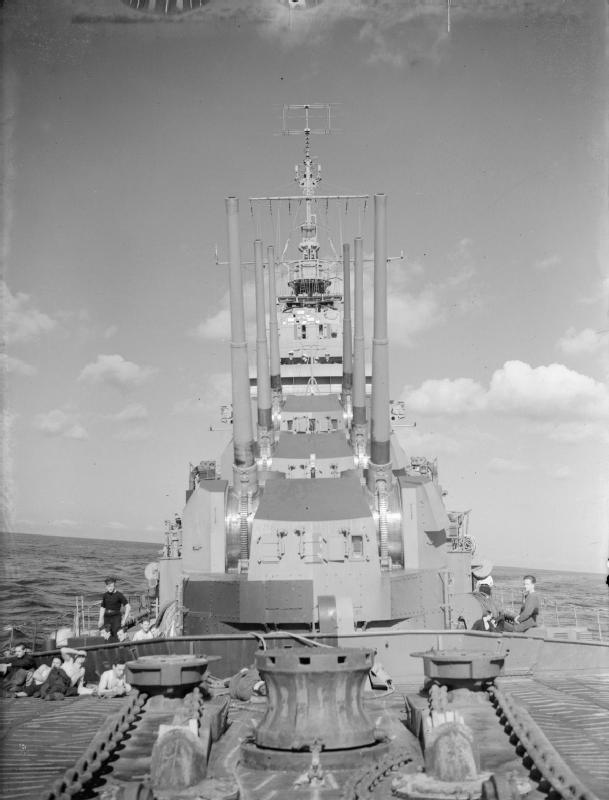
Ansicht der vorderen drei 13,3-cm-Zwillingstürme der Argonaut (Aufnahme von Herbst 1942).

Wie die meisten Einheiten der Dido-Klasse wurde auch die Argonaut mit einer aus zehn 13,3-cm-Geschützen bestehenden Hauptbewaffnung ausgestattet. Während der langen Werftaufenthalte zwischen Ende 1942 und Frühjahr 1944 wurde allerdings der Zwillingsturm Q (direkt vor der Kommandobrücke) ausgebaut und stattdessen kam dort eine dritte 40-mm-Vierlingslafette zum Einbau, so dass der Kreuzer ab Januar 1944 nur mehr acht 13,3-cm-Geschütze besaß. Die leichte und mittlere Flak umfasste zunächst (bei Indienstnahme 1942) acht 40-mm-Kanonen in zwei Vierlingslafetten sowie vier 20-mm-Oerlikon-Flak in Einzelaufstellung. Diese Konfiguration wurde nach den umfangreichen Reparaturen 1942/43 sowie im Laufe des Frühjahres 1944 erheblich verändert. Im April 1944 verfügte die Argonaut über zwölf 40-mm-Flak in drei Vierlingslafetten und 17 20-mm-Kanonen (in sechs Zwillings- und fünf Einzellafetten). Ferner wurden ab 1943 mehrere verschiedene Radargeräte auf dem Kreuzer installiert, so unter anderem ein Typ-281-Radar (Frühwarnradargerät mit 220 Kilometern Reichweite) und ein 600-MHz-Typ-285-Radar (Feuerleitung der schweren 13,3-cm-Geschütze gegen Luftziele bis etwa 16 Kilometer Entfernung).

## Dienstzeit
Nach der Indienstnahme und dem Abschluss der Probefahrten (Ende September 1942) wurde die Argonaut zunächst dem 10. Kreuzergeschwader (10th Cruiser Squadron) der Home Fleet zugeteilt. Mitte Oktober 1942 überführte der Kreuzer, gemeinsam mit zwei Zerstörern, medizinisches Personal nach Murmansk. Ab dem 30. Oktober 1942 verlegte die Argonaut, unter anderem zusammen mit den Schlachtschiffen Duke of York und Nelson, nach Gibraltar – diese Verlegung erfolgte im Vorfeld der anstehenden Landung der anglo-amerikanischen Alliierten in Französisch-Nordafrika (siehe Operation Torch) – und wurde dort kurzfristig Teil der Force H. Bereits am 15. November 1942 wurde die Argonaut indessen zur neu aufgestellten Force Q (Konteradmiral Cecil Harcourt) detachiert, um gemeinsam mit dem Leichten Kreuzer Aurora und dem Schwesterschiff Sirius sowie zwei Zerstörern gegen den Nachschubverkehr der Achsenmächte zwischen Tunesien und den süditalienischen Häfen zu operieren.
In der Nacht des 1./2. Dezember 1942 attackierte die Force Q einen deutsch-italienischen Geleitzug („Konvoi H“), bestehend aus vier Transportern und fünf Sicherungsschiffen, nahe dem Skerki Kanal. In dem nachfolgenden Nachtgefecht konnten die britischen Schiffe, die sich vor allem auf ihre überlegene Radarausstattung stützen konnten, alle vier Transportschiffe – Aventino (3.794 BRT), Puccini (2.422 BRT), Aspromonte (976 BRT) und KT 1 (850 BRT) – sowie den sichernden italienischen Zerstörer Folgore durch Artilleriefeuer versenken. Ferner wurde der italienische Zerstörer Nicoloso Da Recco beträchtlich beschädigt.

### Torpedierung vor Kap Bon 1942
Während einer neuerlichen Mission zur Bekämpfung des deutsch-italienischen Nachschubes über See, wurde die Force Q in den Morgenstunden des 14. Dezember 1942 vor Kap Bon, etwa auf Position 37° 30′ N, 8° 13′ O, von dem italienischen U-Boot Lazzaro Mocenigo (Tenente di Vascello Alberto Longhi) entdeckt. Das U-Boot feuerte um kurz vor 6:00 Uhr morgens einen Fächer aus vier Torpedos auf die britische Kampfgruppe ab. Von diesen Torpedos trafen zwei die Argonaut – der erste schlug im Vorschiff ein und sprengte ein Loch durch beide Bordwände, der zweite Torpedo traf das Heck des Kreuzers und riss das komplette Achterschiff ab, wobei die Ruderanlage zerstört wurde. Trotz dieser schweren strukturellen Schäden blieb die Argonaut schwimmfähig, da die Querschotten hielten, und gab es an Bord glücklicherweise lediglich drei Todesopfer unter der Besatzung. 

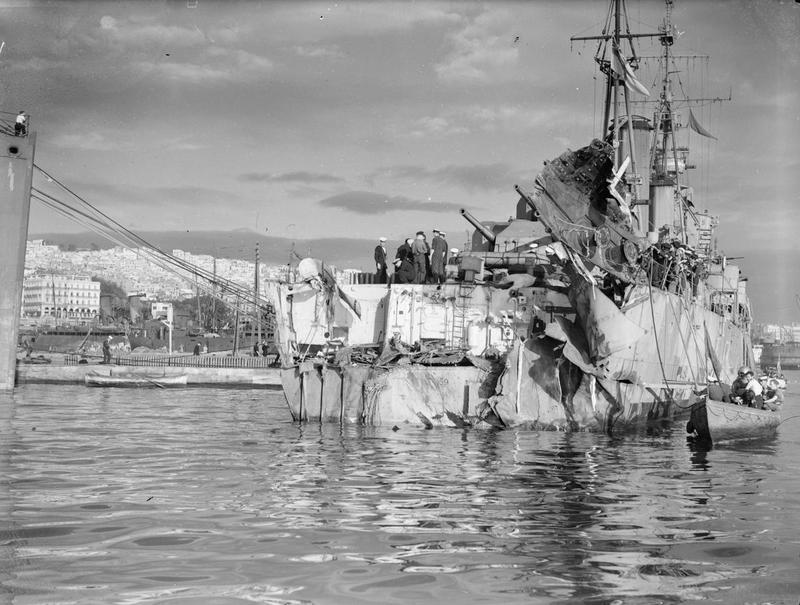
Blick auf das abgerissene Heck der Argonaut nach den Torpedotreffern durch das italienische U-Boot Lazzaro Mocenigo (vermutlich aufgenommen in Algier, Dezember 1942).

Gleichwohl allerdings beendeten diese Torpedotreffer vorerst den weiteren Kriegseinsatz des Kreuzers. Das Schiff wurde zunächst nach Algier und dann, nachdem dort erst Notreparaturen hatten stattfinden können, im Januar 1943 nach Gibraltar geschleppt. Im März 1943 schließlich wurde die Argonaut zur endgültigen Reparatur in die Vereinigten Staaten verlegt. Die finale Instandsetzung dort auf der Philadelphia Naval Shipyard dauerte mehr als ein halbes Jahr. Während dieser Zeit, vom 6. Januar 1943 bis Ende Oktober 1943, stand die Argonaut zeitweise unter dem Kommando von Commander Frederick S. Walford, er war der befehlshabende Offizier während der Hauptphase der Reparaturen. Erst im Dezember 1943, mittlerweile wieder unter dem Kommando von Captain Longley-Cook, kehrte der Kreuzer in das Vereinigte Königreich zurück, wobei bis Ende Januar 1944 bei Swan Hunter in Wallsend der Geschützturm Q  ausgebaut und die leichte Flugabwehrbewaffnung verstärkt wurde. Während dieser Zeit wurde auch ein Typ-277-Radargerät (500 Hz, bis 20 Kilometer Reichweite) installiert, welches zur Suche nach Überwasserzielen sowie als Frühwarnradar gegenüber Luftzielen diente. Nach Abschluss der  Reparaturen und Umbauten im März 1944, wurde das Schiff ab April 1944 wieder dem 10. Kreuzergeschwader der Home Fleet zugeteilt und wurde – als Teil der neu aufgestellten Force K – in die Vorbereitungen für die alliierte Invasion in der Normandie eingebunden.

### Einsätze 1944 und 1945
Mit dem Beginn der Invasion in der Normandie wurde die Argonaut ab dem 6. Juni 1944 als Feuerunterstützungs- und Luftsicherungsschiff vor dem (britischen) Landeabschnitt Gold Beach eingesetzt, wobei sich der Kreuzer am Morgen des 6. Juni auf eine Distanz von etwa zehn Seemeilen ein kurzes Gefecht mit der deutschen Batterie Longues-sur-Mer lieferte. Später beschoss das Schiff unter anderem Ziele bei Querqueville (am 25. Juni) sowie im Umfeld der schwer umkämpften Stadt Caen (26. Juni), hierbei wurde die Argonaut am 26. Juni 1944 von einer 15-cm-Granate einer Küstenbatterie getroffen. Der Schaden war allerdings gering, da die Granate nicht explodierte. Im Juli 1944 wurde der Kreuzer aus den Operationen vor der Küste der Normandie herausgelöst; insgesamt hatte die Argonaut während ihres Einsatzes dort 4.359 Granaten vom Kaliber 13,3 cm gegen Landziele verschossen.
Ende Juli 1944 wurde die Argonaut wieder ins Mittelmeer verlegt und beteiligte sich ab dem 15. August 1944 an der Landung der Alliierten in Südfrankreich. Der Kreuzer war hierbei der US Task Force 87 (Konteradmiral Spencer Lewis) zugeteilt und agierte erneut als Feuerunterstützungsschiff. Dabei beschoss das Schiff gegen sehr geringen Widerstand deutsche Stellungen zwischen Antibes und Cannes sowie im Golf von Fréjus. Nachdem der Kreuzer im September und Oktober 1944 zeitweilig gegen die wenigen noch verbliebenen deutschen Streitkräfte in der Ägäis operiert hatte, unterstützte die Argonaut im November 1944 die kampflose Befreiung von Saloniki (die deutschen Truppen hatten sich bereits zuvor zurückgezogen).
Ende November 1944 wurde der Kreuzer via Alexandria und Trincomalee zur British Pacific Fleet detachiert und nahm nachfolgend an den Kämpfen gegen Japan teil. Der Kreuzer sicherte dabei unter anderem die britischen Flugzeugträger Victorious, Illustrious, Indefatigable und Indomitable bei den Trägerangriffen der britischen Task Force 63 (Konteradmiral Philip Vian) auf japanische Öl- und Hafeneinrichtungen bei Pangkalan Brandan (Operation Lentil), Palembang (Operation Meridian) und Belawan auf Sumatra im Januar 1945. Im März 1945 wurde die Argonaut zur United States Pacific Fleet verlegt und beteiligte sich mit dieser als Teil von Task Force 57 – die Bezeichnung der United States Navy für die British Pacific Fleet im Jahr 1945 – an der Schlacht um Okinawa im April und Mai 1945, die das Schiff ohne Beschädigungen überstand. Der Kreuzer wurde dabei zumeist als Luftsicherungs- und Radarfrühwarnschiff eingesetzt. Ende März, Mitte April und Anfang Mai 1945 nahm das Schiff an Diversionsangriffen der Task Force 57 gegen japanische Flugplätze auf den Sakishima-Inseln teil. Nach letzten Operationen zur Sicherung von schweren Flotteneinheiten vor der Küste Japans im Juli 1945, wurde der Kreuzer nach der Kapitulation Japans im August 1945 bei der (kampflosen) Besetzung von Shanghai durch britische Truppen eingesetzt. Im September 1945 lag die Argonaut in Hongkong und verblieb dort zunächst als Sicherungsschiff bis Ende 1945, wobei sie zeitweilig noch als Repatriierungsschiff für ehemalige britische Kriegsgefangene von Formosa nach Hongkong diente.

## Verbleib
Anfang 1946 kehrte der Kreuzer ins Vereinigte Königreich zurück und verblieb einige Monate inaktiv in Portsmouth. Am 6. Juli 1946 wurde die Argonaut in den Reservestatus versetzt. Das Schiff wurde indessen nie mehr in den aktiven Dienst genommen, sondern wurde Anfang November 1955 endgültig außer Dienst gestellt und zum Abwracken freigeben. Am 19. November 1955 traf der Kreuzer auf der Werft von John Cashmore Ltd. in Newport (Gwent) ein und wurde dort bis Ende 1955 abgewrackt.